# Вулканізм на Місяці

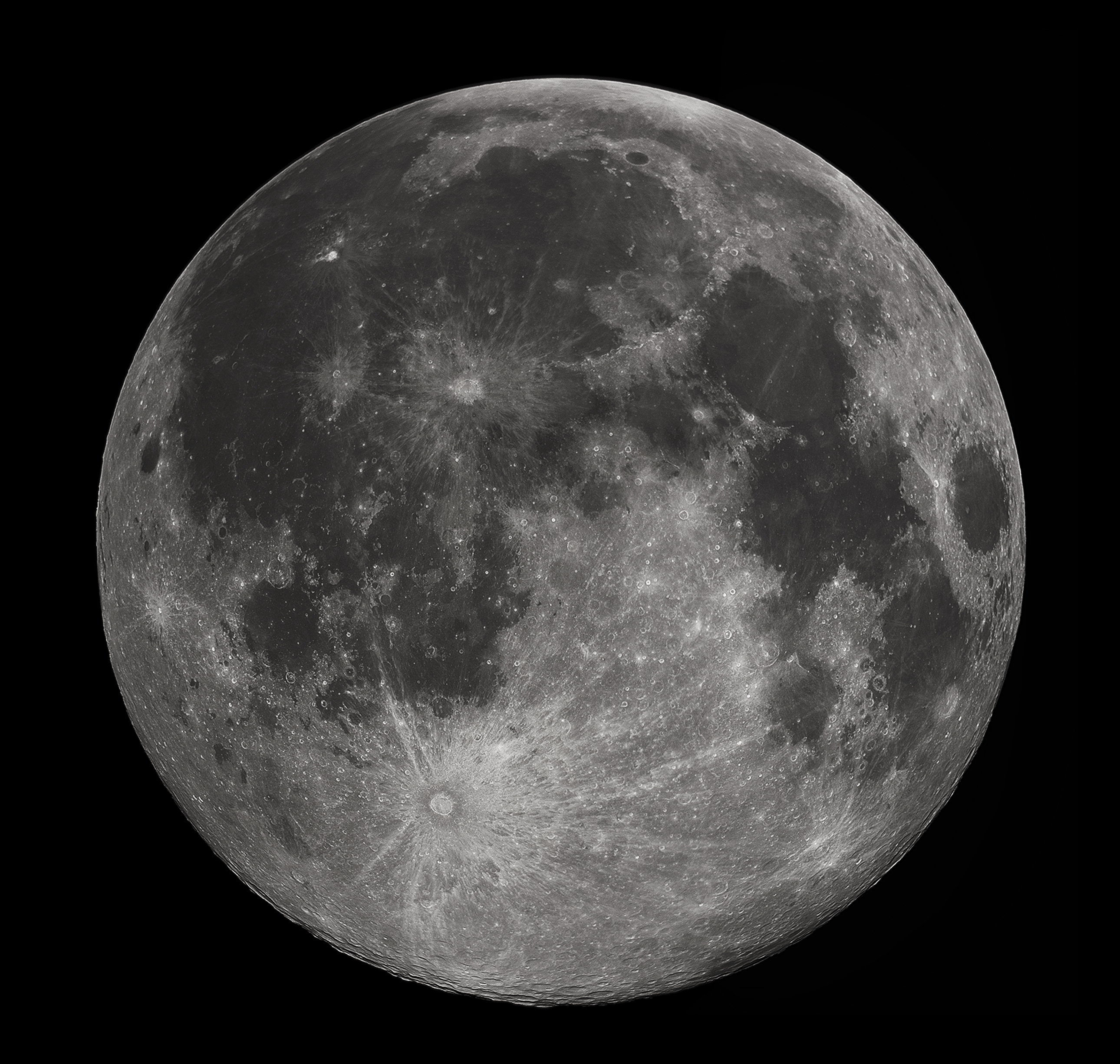
Темні й відносно невиразні місячні рівнини, які чітко видно неозброєним оком, являють собою величезні затверділі басейни стародавньої лави, які називаються морями.

Вулканізм на Місяці представлений наявністю вулканів, пірокластичних відкладень і великих лавових рівнин на місячній поверхні. Вулкани, як правило, мають форму невеликих куполів і конусів, які утворюють великі вулканічні комплекси та ізольовані споруди. Кальдери, великомасштабні провали, які зазвичай утворюються наприкінці епізоду вулканічного виверження, надзвичайно рідкісні на Місяці. Місячні пірокластичні відкладення є результатом фонтанних вивержень лави з летких базальтових магм, які швидко піднімаються з глибинних мантійних джерел і вивергаються у вигляді бризок магми, утворюючи крихітні скляні кульки. Однак вважається, що на Місяці також існують пірокластичні відкладення, утворені менш поширеними небазальтовими вибуховими виверженнями. Місячні лавові рівнини покривають великі смуги поверхні Місяця і складаються в основному з об'ємних базальтових потоків. Вони містять низку вулканічних особливостей, пов'язаних із охолодженням лави, включаючи лавові тунел, борозни та зморшкуваті хребти .
Протягом більшої частини своєї історії Місяць був вулканічно активним, а перші вулканічні виверження відбулися приблизно 4,2 мільярда років тому. Вулканізм був найбільш інтенсивним між 3,8 і 3 мільярдами років тому, за цей час утворилася значна частина місячних лавових рівнин. Спочатку вважалося, що ця діяльність зникла близько 1 мільярда років тому, але останні дані свідчать про те, що вулканізм меншого масштабу міг статися за останні 50 мільйонів років. Сьогодні на Місяці немає діючих вулканів, хоча під поверхнею Місяця може зберігатися значна кількість магми.

## Ранні враження
У 1610 році італійський астроном Галілео Галілей неправильно витлумачив місячні лавові рівнини як моря під час спостереження за Місяцем через ранній телескоп. Тому Галілей назвав їх maria за латинським словом «моря». У 1665 році британський хімік Роберт Гук вперше припустив, що чашоподібні западини, розташовані по всьому місячному ландшафту, є вулканами. Їхнє вулканічне походження підтверджувалося їх схожістю з кратерами Флегрейських полів в Італії, хоча й набагато більшими. Французький астроном П’єр Пюізо припустив, що місячні кратери були зруйнованими вулканічними куполами, які випустили всі свої гази. П'єр-Сімон Лаплас, інший французький астроном, у 18 столітті припустив, що метеорити — це вулканічні снаряди, викинуті з місячних кратерів під час великих вивержень. Британський астроном Вільям Гершель в одній зі своїх ранніх робіт стверджував, що наприкінці 1700-х років бачив три вулкани на Місяці, які пізніше виявились відбитим світлом Землі.
Походження місячних кратерів залишалося суперечливим протягом першої половини 20-го століття, прихильники вулканів стверджували, що яскраві промені, що розходяться віялом з деяких кратерів, були смугами вулканічного попелу, подібними до тих, що знаходяться на горі Асо в Японії. Астрономи також повідомили про спалахи світла та червоні хмари над кратерами Альфонс і Аристарх. Докази, зібрані під час програми «Аполлон» (1961—1972) і з безекіпажних космічних кораблів того ж періоду, переконливо довели, що зіткнення з метеоритом або зіткнення з астероїдами для більших кратерів було джерелом майже всіх місячних кратерів, і, як наслідок, більшості кратерів на інших тілах також.

## Особливості поверхні

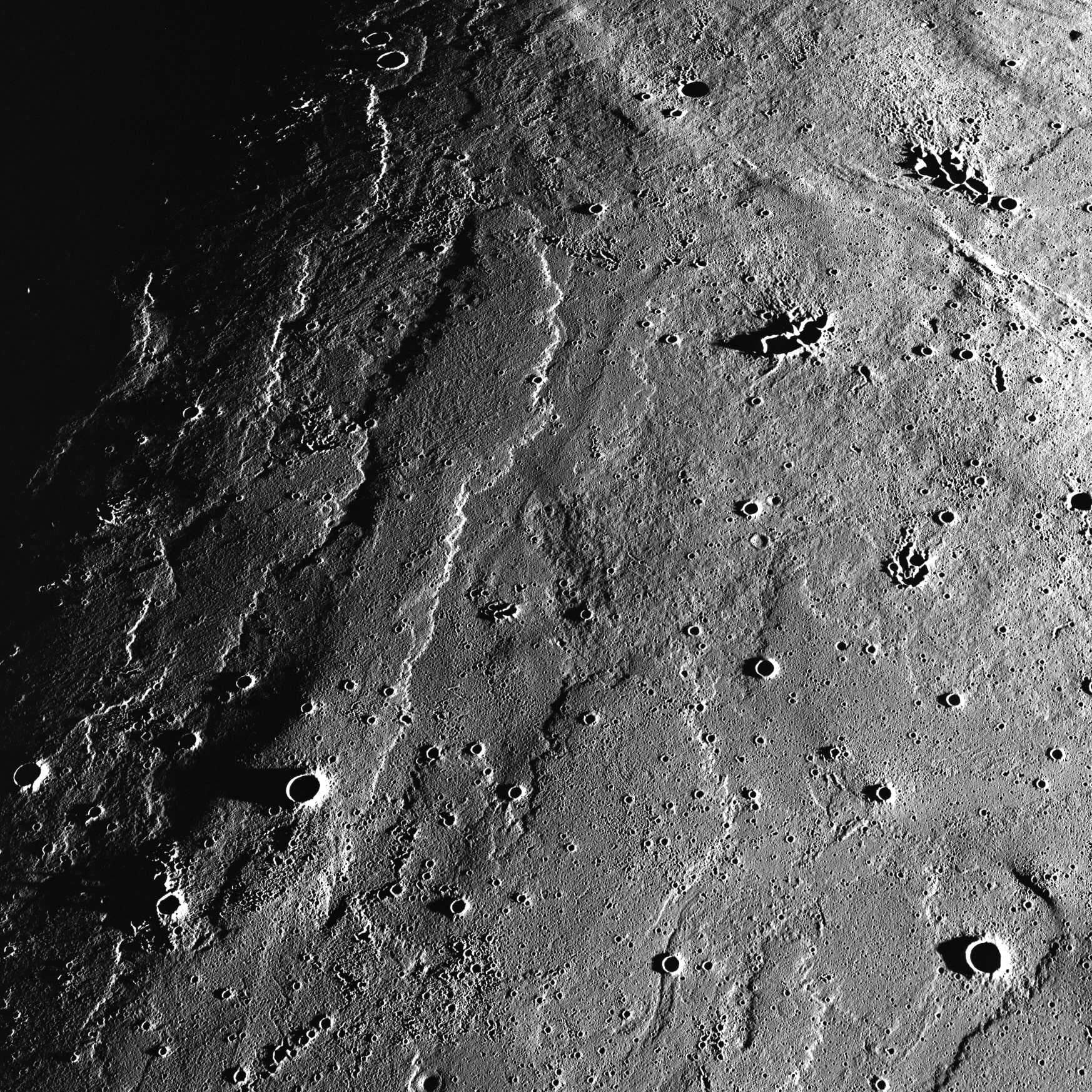
Старі затверділі потоки лави Моря Дощів, що утворюють зморшкуваті хребти

Вулканізм є найбільш домінуючим після ударних кратерів процесом, який змінив місячну кору. Значна частина цієї модифікації збереглася через відсутність тектоніки плит на Місяці, так що місячна поверхня змінювалася незначно протягом геологічної історії Місяця. Місячний вулканізм здебільшого обмежується видимою стороною Місяця, де базальтові лавові рівнини є домінуючою вулканічною структурою. Навпаки, позитивні топографічні особливості, такі як куполи, конуси та щити, представляють лише крихітну частку записів про місячні вулкани. По обидва боки Місяця виявлено вулкани та лавові рівнини.

### Місячні моря

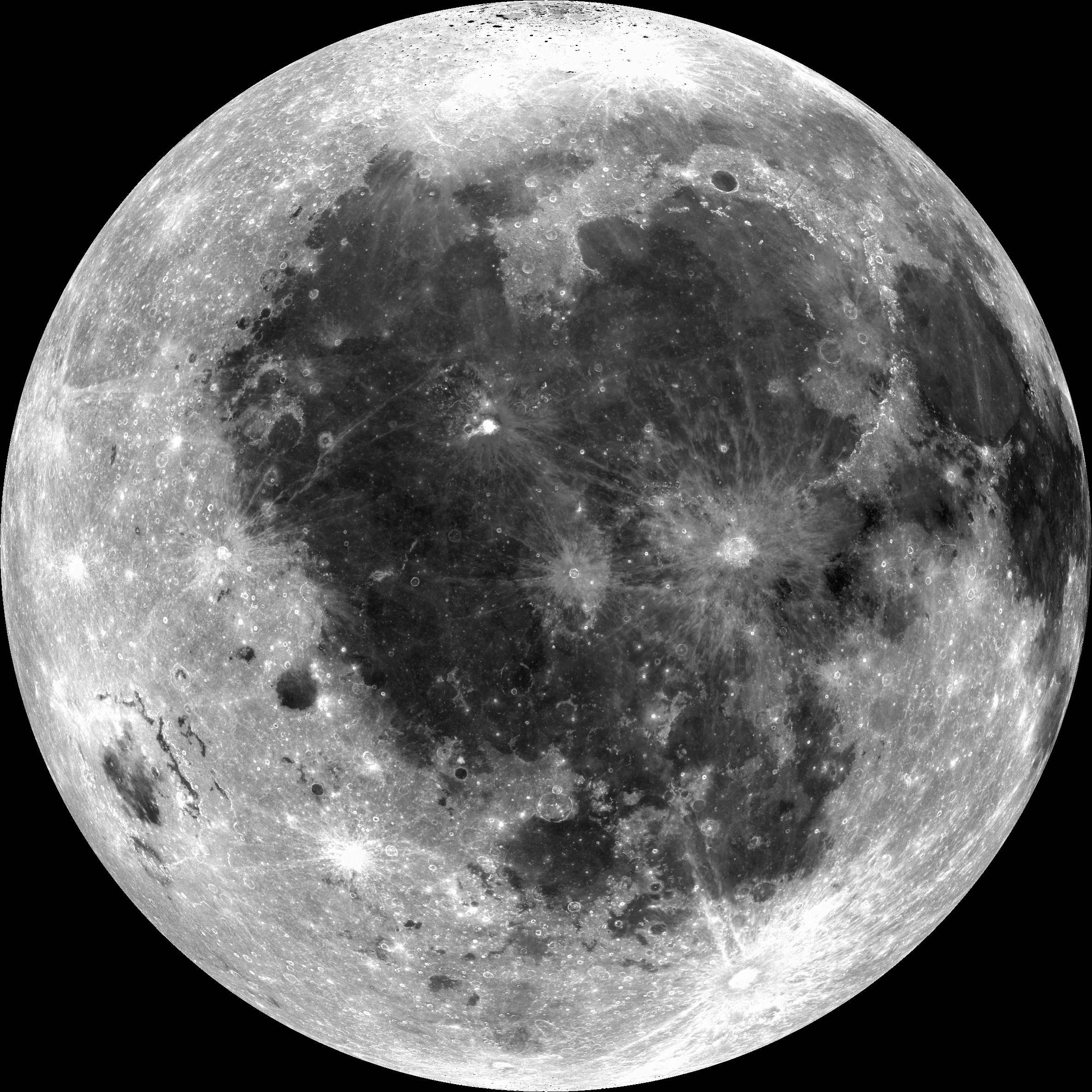
Більшу частину темної області займає Океан Бур і менші моря, такі як Море Дощів і Ясності, які сидять у його кільці. Ліворуч від центральної лінії знаходиться власне Океан Бур.

Місячні моря — це великі базальтові рівнини, які займають понад 15 % поверхні Місяця. Це найбільш очевидні вулканічні об'єкти на Місяці, які неозброєним оком виглядають як темні топографічні об'єкти. Багато з них, як правило, покривають дно великих ударних басейнів і, отже, зазвичай мають круглий контур, а деякі менші моря заповнюють дно ударних кратерів. Розміри великих місячних осередків коливаються від 200 км приблизно до 1400 км, і перевершує їх лише більший Океан Бур, який має діаметр приблизно 2590 км. Зазвичай вони мають товщину від 500 м до 1500 м, з індивідуальними потоками лави від 10 до 20 м завтовшки. Це свідчить про те, що кожне море є продуктом кількох накладених одна на одну еруптивних подій.
Вік базальтів морів був визначений як за допомогою прямого радіоізотопного датування, так і за допомогою техніки підрахунку кратерів. Радіоізотопний вік коливається приблизно від 3,16 до 4,2 мільярда років, тоді як наймолодший вік, визначений підрахунком кратерів, становить приблизно 1,2 мільярда років. Тим не менш, більшість морських базальтів, здається, вивергалися приблизно від 3 до 3,5 мільярдів років тому. Кілька базальтових вивержень, які відбулися на зворотному боці Місяця, є давніми, тоді як наймолодші потоки знаходяться в межах Океана Бур на видимому боці. У той час як багато базальтів або вивергалися в низинних імпактних басейнах, або впадали в них, найбільший простір вулканічних одиниць, Океан Бур, не відповідає жодному відомому імпактному басейну.
Причина того, що морські базальти переважно розташовані на видимій півкулі Місяця, все ще обговорюється науковим співтовариством. На підставі даних, отриманих від місії Lunar Prospector, виявляється, що велика частина місячного запасу елементів, що виробляють тепло (у формі KREEP), розташована в регіонах Океану Бур і басейну Моря Спокою, унікальної геохімічної провінції, яку зараз називають як Procellarum KREEP Terrane. Хоча посилення виробництва тепла в Procellarum KREEP Terrane, безперечно, пов'язане з довговічністю та інтенсивністю вулканізму, виявленого там, згоди щодо механізму, за допомогою якого KREEP зосередилися в цьому регіоні, немає.

#### Приклади

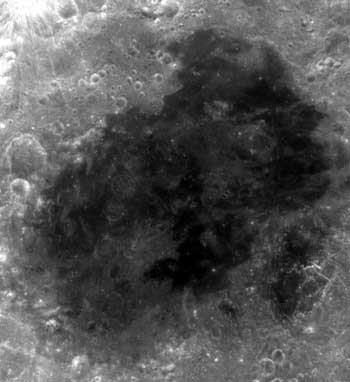
Море Москви

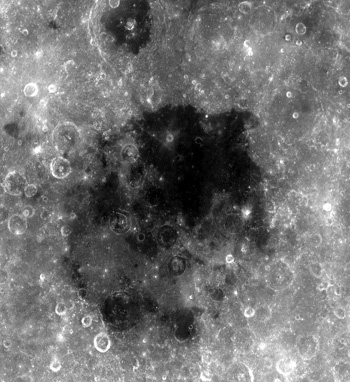
Море Сміта

| Назва           | Широта   | Довгота   | Діаметр    |
| --------------- | -------- | --------- | ---------- |
| Море Південне   | 47.77° S | 91.99° E  | 996.84 км  |
| Море Пізнане    | 10.53° S | 22.31° W  | 350.01 км  |
| Море Криз       | 16.18° N | 59.1° E   | 555.92 км  |
| Море Достатку   | 7.83° S  | 53.67° E  | 840.35 км  |
| Море Холоду     | 57.59° N | 0.01° E   | 1446.41 км |
| Море Гумбольдта | 56.92° N | 81.54° E  | 230.78 км  |
| Море Вологості  | 24.48° S | 38.57° W  | 419.67 км  |
| Море Дощів      | 34.72° N | 14.91° W  | 1145.53 км |
| Море Мрії       | 33.25° S | 164.83° E | 282.2 км   |
| Море Крайове    | 12.7° N  | 86.52° E  | 357.63 км  |
| Море Москви     | 27.28° N | 148.12° E | 275.57 км  |
| Море Нектару    | 15.19° S | 34.6° E   | 339.39 км  |
| Море Хмар       | 20.59° S | 17.29° W  | 714.5 км   |
| Море Східне     | 19.87° S | 94.67° W  | 294.16 км  |
| Море Ясності    | 27.29° N | 18.36° E  | 674.28 км  |
| Море Сміта      | 1.71° N  | 87.05° E  | 373.97 км  |
| Море Спокою     | 8.35° N  | 30.83° E  | 875.75 км  |
| Море Парів      | 13.2° N  | 4.09° E   | 242.46 км  |

### Вулкани
На Місяці є кілька куполів і конусів, але ці елементи, ймовірно, сформувалися інакше, ніж на Землі. Оскільки сила тяжіння на Місяці становить лише одну шосту від земної, місячний вулканізм здатний вивергати викиди набагато далі, через що небагато накопичується біля жерла. Замість вулканічного конуса такі місячні виверження повинні утворювати широкий тонкий шар навколо жерла. На Землі лавові куполи утворюються з дуже в'язких, тістоподібних лав. Базальтові лави більш рідкі й мають тенденцію утворювати широкі плоскі потоки лави. На Місяці більшість куполів і конусів зроблені з базальтів. Як наслідок, навряд чи вони утворилися, як земні куполи з товстих небазальтових лав. Натомість місячні куполи та конуси можуть позначати місця, де вивержені базальти були ледве розплавлені.

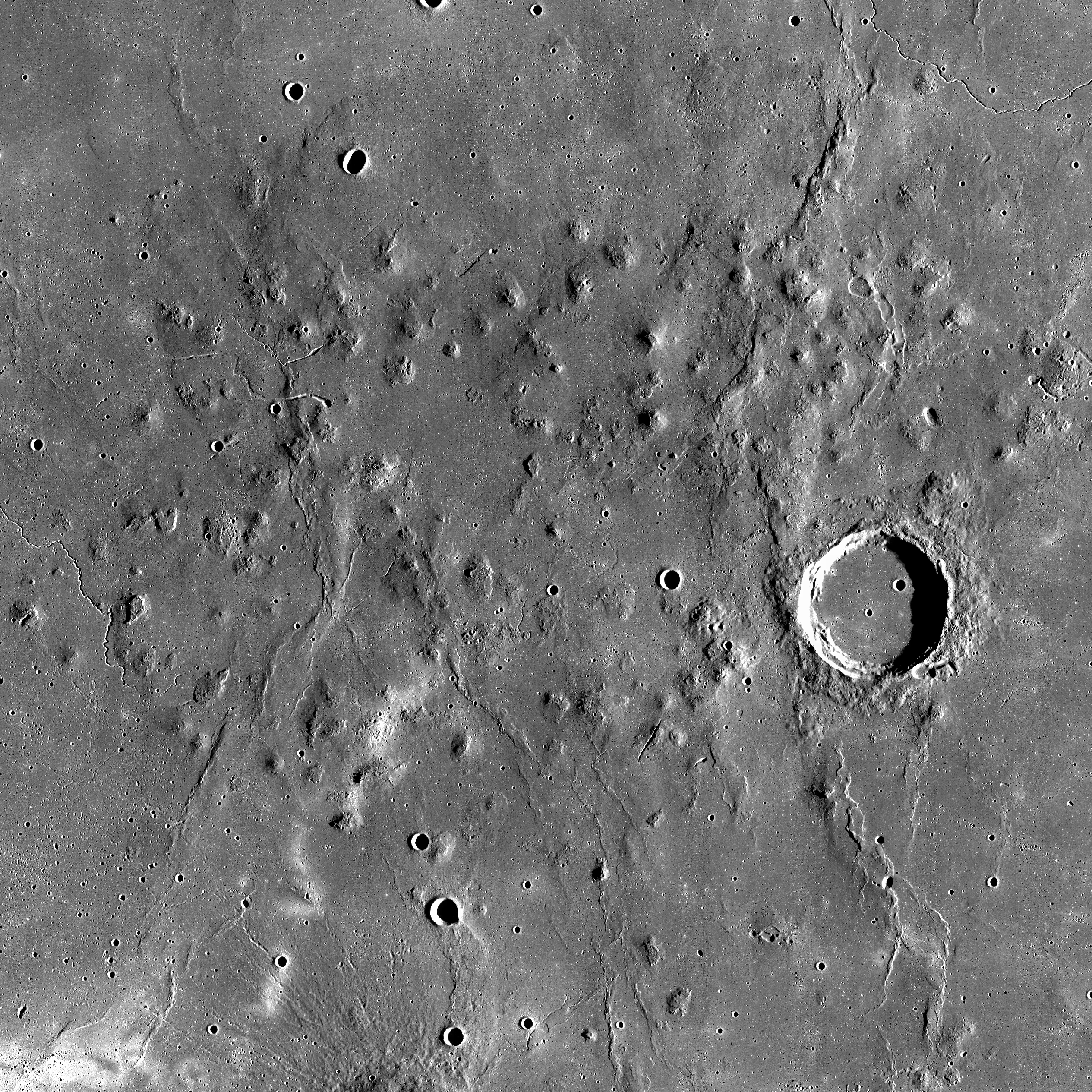
Вид зверху на пагорби Маріус

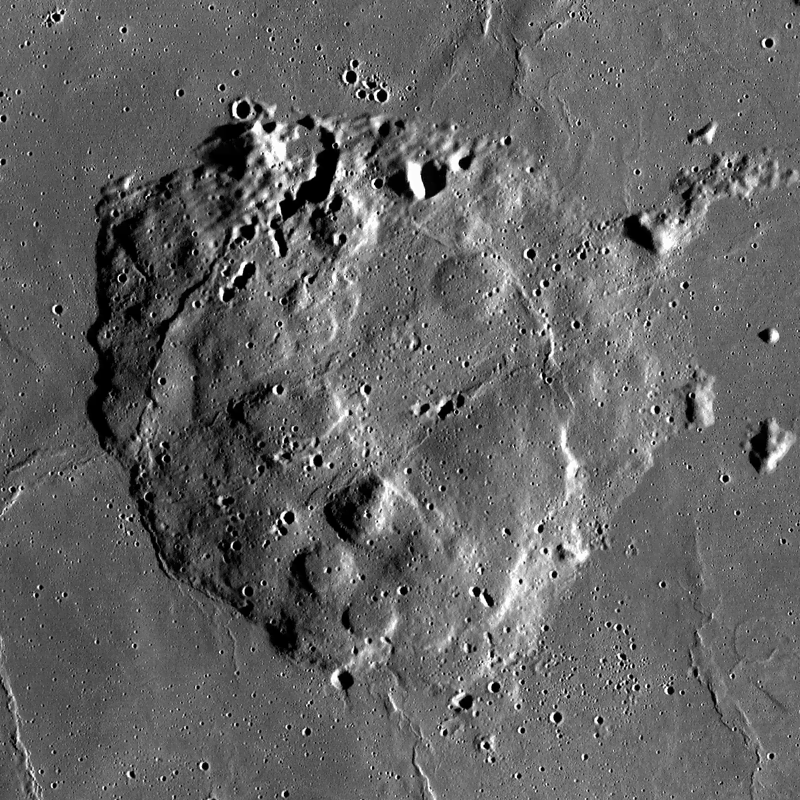
Гора Рюмкера, вулканічний комплекс в Океані Бур

Місячні куполи рідко зустрічаються окремо. Натомість вони частіше утворюються групами на місячних лавових рівнинах. Яскравим прикладом є пагорби Маріус, один із найбільших вулканічних комплексів на Місяці. Вони складаються з кількох конусів і куполів, які займають вершину широкої топографічної хвилі, яка може бути місячним еквівалентом щитового вулкана. Комплекс піднімається на 100—200 м від навколишніх рівнин і утворює лавове плато площею 35 000 км2 (14 000 миля2). Всього були ідентифіковані 59 конусів і 262 куполи діаметром від 2 до 25 км.
Гора Рюмкера — це менший комплекс, схожий на пагорби Маріус. Вона складається з плато площею приблизно 2 000 км2 (770 миля2) і піднімається на 200—1300 м над навколишньою поверхнею. У гори Рюмкера виявлено три основні базальтові одиниці віком від 3,51 до 3,71 мільярда років, хоча наймолодші вулканічні елементи можуть бути крутими куполами на поверхні плато, оскільки вони демонструють ознаки активності до ератосфенівського періоду. Понад 20 куполів перекривають плато і є найвидатнішими вулканічними формами рельєфу гори Рюмкера.
Куполи Грюітхейзен на північному заході Маре Імбріум складаються з двох вулканічних споруд: Гора Груйтуйзена-Гамма на півночі та Гора Груйтуйзена-Дельта на півдні. Вони розташовані на краю ударного кратера і відрізняються кольором від навколишніх скель. Куполи можуть бути рідкісним випадком небазальтового вулканізму на Місяці. Гора Ханстена, купол приблизно трикутної форми на південній околиці Океана Бур, є ще одним прикладом рідкісного небазальтового місячного вулкана. Він складається з матеріалу з високим вмістом кремнію, який вивергся приблизно 3,5-3,7 мільярда років тому з жерл уздовж північно-східних, північно-західних і південно-західних розломів.
Вулканічний комплекс Комптона-Белковича — неморський об'єкт шириною 25 км і довжиною 35 км довгий на зворотному боці Місяця. Він відрізняється від інших місячних вулканічних об'єктів завдяки розвиненій літології, регіональному тектонічному положенню, його розташуванню поблизу північного полюса, далеко від Procellarum KREEP Terrane та його нещодавньому зв'язку з ендогенною водою. У середині вулканічного комплекса Комптона-Белковича лежить западина неправильної форми, обмежена уступами розломів, яка, як вважають, є кальдерою. На захід розташована особливість поверхні Західний Купол приблизно 10 км шириною і 18 км довжиною. Вулканічний конусоподібний об'єкт, який називається Східний купол, розташований поблизу східного краю кальдери. Він має напрямок більш-менш з півночі на південь, розміром 12 км завдовжки і 7 км завширшки. Трохи на північ від кальдери є територія під назвою Маленький купол, 500 м у діаметрі. Далі на північ розташований витягнутий купол, орієнтований з півночі на південь, званий Середнім куполом. Він 2,5 км завдовжки і 0,6 км завширшки. І Маленький Купол, і Середній Купол мають валуни на вершині, які можуть бути вулканічними брилами. Великий купол, також відомий як Північний купол, знаходиться далі на північ на краю вулканічного комплекса Комптона-Белковича. Він має 2,5 км в діаметрі з поглибленням у верхній частині. Частотний розподіл невеликих розмірів кратерів дав непереконливі результати щодо часу вулканізму комплекса Комптона-Белковича, з віком від менше 1 мільярда років до більше 3 мільярдів років.

### Лавові тунелі

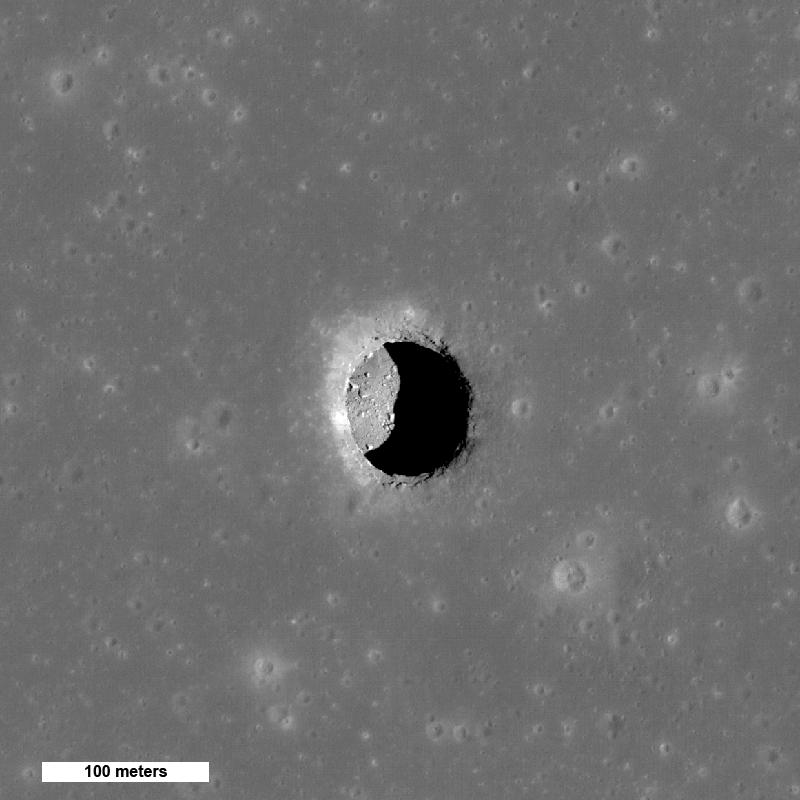
Ямковий кратер Моря Спокою, який може являти собою частковий обвал місячного лавового тунелю

Хоча про існування лавових тунелів на Землі було відомо давно, лише відносно недавно було підтверджено, що вони існують і на Місяці. Інколи про їхнє існування свідчить наявність «просвіту», місця, де дах тунелю зруйнувався, залишивши круглий отвір, який можна спостерігати за допомогою орбітальних апаратів Місяця. Область, де проявляється лавовий тунель, — це регіон пагорбів Маріус. У 2008 році японський космічний корабель «Кагуя» зміг виявити отвір лавового тунелю в цій області. Просвіт було сфотографований детальніше в 2011 році орбітальним апаратом NASA Lunar Reconnaissance Orbiter, на якому видно як яму шириною 65 метрів, так і дно ями приблизно 36 м глибиною. У Морі Ясності також можуть бути лавові тунелі.
Місячні лавові тунелі потенційно можуть служити місцями для проживання людей. Тунелі більше 300 м у діаметрі можуть існувати під 40 м або більше базальту зі стабільною температурою −20 °C (−4 °F) . Ці природні тунелі забезпечують захист від космічної радіації, сонячної радіації, метеоритів, мікрометеоритів і викидів від ударів. Вони ізольовані від екстремальних коливань температури на поверхні Місяця і можуть забезпечити стабільне середовище для мешканців.

### Пірокластичні відкладення

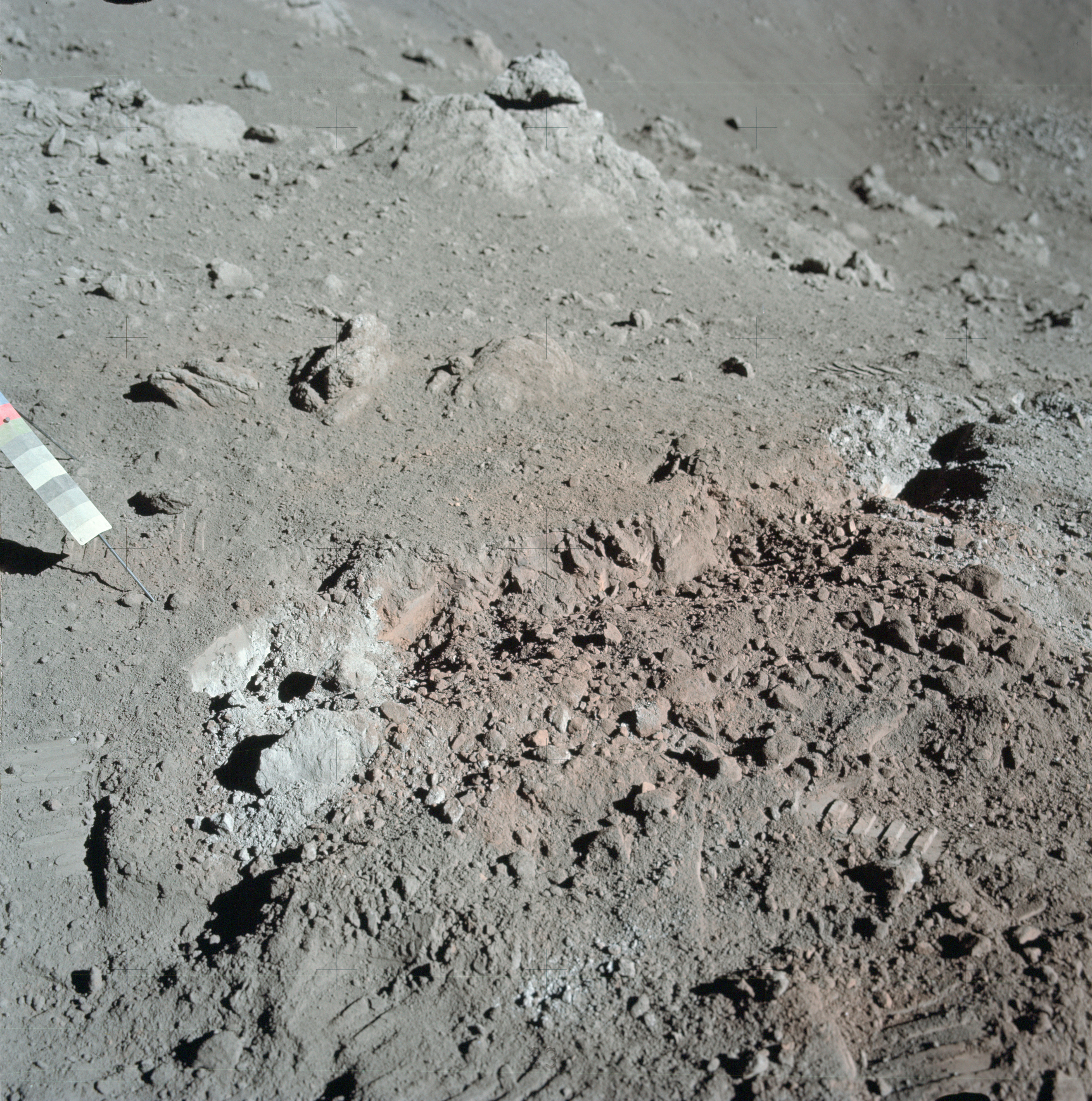
Помаранчевий ґрунт Таурус-Літтроу, виявлений під час місії Аполлон-17. Помаранчевий колір зумовлений мікроскопічними скляними намистинами, створеними вулканічними процесами раніше в історії Місяця.

Біля країв місячних морів є темні шари матеріалу, які покривають багато тисяч квадратних кілометрів. Вони містять багато маленьких сфер з оранжевого та чорного скла, які, ймовірно, утворилися з маленьких крапель лави, що дуже швидко охолола. Вважається, що такі краплі є викидами лавових фонтанів, які були більшими, ніж на Землі. Найбільші відомі родовища знаходяться в Таурус-Літтроу, Затоці Спеки, кратері Сульпіцій Галл, гряді Боде, Морі парів, Морі Вологості і на плато Аристарх у центрі видимої сторони Місяця.
Багато менших пірокластичних відкладень мають лише кілька кілометрів у діаметрі та майже завжди розташовані поблизу морів або на дні великих ударних кратерів, хоча деякі також лежать уздовж чітких ліній розломів. Ймовірно, вони були створені невеликими вулканічними вибухами, оскільки більшість містить невелику витягнуту або центральну яму або кратер неправильної форми. Приклади збереглися вздовж краю дна кратера Альфонса, ударного кратера на східному краю Морі Хмар.
Розширення близько 7 км схід-південний схід від комплекса Комптона-Белковича є областю з високим відбиттям, яка може бути відкладенням пірокластичного потоку. Його відбивна здатність сильніша в діапазоні від 7 до 7,1 мкм, що вказує на те, що основним компонентом є кварц або лужний польовий шпат. Залишки речовин, що вибухнули, також, здається, розкидані на схід протягом приблизно на 300 км і охоплюють площу 70 000 км2 (27 000 миля2). Велика площа цього пірокластичного відкладення пояснюється низькою гравітацією Місяця, так що гігантське вибухове виверження з комплекса Комптона-Белковича змогло поширити уламки на площу, набагато більшу, ніж це було б можливо на Землі.

### Борозни
Це довгі вузькі западини на місячній поверхні, які нагадують канали. Їхнє точне утворення ще належить визначити, але вони, ймовірно, утворені різними процесами. Наприклад, звивисті хвилі звиваються, як зріла річка, і, як вважають, являють собою лавові канали або залишки зруйнованих лавових тунелів. Зазвичай вони поширюються від невеликих ямних структур, які, як вважають, були вулканічними жерлами. Долина Шротера між Морем Дощів і Океаном Бур є найбільшою звивистою борозною. Іншим яскравим прикладом є гора Хедлі, яка утворилася майже 3,3 мільярда років тому.
Дугоподібні рили мають плавний вигин і знаходяться на краях темного місячного моря. Вважається, що вони утворилися, коли потоки лави, які створили море, охолонули, стиснулися й затонули. Вони зустрічаються по всьому Місяцю; Видатні приклади можна побачити біля південно-західного кордону Моря Спокою і на західному південно-східному кордоні Моря Вологостиі.

## Зіткнення
Аналіз зразків місячної магми, отриманих місіями «Аполлон», показує, що вулканізм на Місяці створив відносно густу місячну атмосферу протягом 70 мільйонів років між 3 і 4 мільярдами років тому. Ця атмосфера, що утворилася з газів, викинутих під час вивержень місячних вулканів, була вдвічі товщою за атмосферу сучасного Марса. Фактично існує теорія, що ця стародавня атмосфера могла підтримувати життя, хоча жодних доказів життя не було знайдено. Стародавню місячну атмосферу врешті-решт зірвали сонячні вітри та розсіяли в космосі.
Часткове плавлення місячної мантії та розміщення трапових базальтів Океана Бур могло спричинити нахил осі Місяця 3 мільярди років тому, за цей час місячні полюси змістилися на 201 км до сучасного положення. Це блукання полюсів випливає з відкладень водню на полюсах, які є антиподами та однаково зміщені від кожного полюса вздовж протилежних довгот.

## Остання активність
У 2014 році NASA оголосило про «широко поширені докази молодого місячного вулканізму» на 70 плямах неправильної форми, виявлених Lunar Reconnaissance Orbiter, деяким з яких менше 50 мільйонів років. Це підвищує ймовірність існування набагато теплішої місячної мантії, ніж передбачалося раніше, принаймні на видимій стороні, де глибинна кора значно тепліша через більшу концентрацію радіоактивних елементів. Незадовго до цього було представлено докази молодшого на 2–10 мільйонів років базальтового вулканізму всередині кратера Лоувелл, розташованого в перехідній зоні між видимою та невидимою сторонами Місяця. Спочатку більш гаряча мантія та/або локальне збагачення елементів, що виробляють тепло, у мантії можуть бути відповідальними за тривалу діяльність також на невидимій стороні в Східному басейні. В даний час на Місяці немає активних вулканів, хоча дані про місяцетруси, опубліковані в 2012 році, свідчать про те, що під поверхнею Місяця є значна кількість магми. Відсутність активного вулканізму на Місяці може бути пов'язана з тим, що магма занадто щільна, щоб піднятися на поверхню.